# Consiglio nazionale (Namibia)
Il Consiglio Nazionale della Namibia (in afrikaans Nasionale Raad van Namibië ed in inglese National Council of Namibia), nell'ordinamento della Repubblica della Namibia, è la camera alta del Parlamento della Namibia, come contemplato dalla Costituzione della Namibia, redatta nel 1990.

## Composizione e rappresentanza
Si compone di 42 consiglieri. Essi sono eletti indirettamente in base ai risultati delle elezioni locali.

## Funzioni e mandato
Il Consiglio nazionale ha minori funzioni nella legislazione rispetto all’Assemblea nazionale (la camera bassa), potendo fare raccomandazioni specie per le materie di competenza ed impatto regionale. Ha il potere di istituire commissioni composte dai suoi membri per esaminare i disegni di legge.
Prima che qualsiasi disegno di legge possa diventare legge, deve essere approvato sia dall’Assemblea che dal Consiglio e ricevere il consenso del presidente. Se il presidente ritarda o rifiuta l'assenso (veto) del disegno di legge, il Parlamento può annullarlo.